# Erica tristis
Erica tristis är en ljungväxtart som beskrevs av Friedrich Gottlieb Bartling. Erica tristis ingår i släktet klockljungssläktet, och familjen ljungväxter. Inga underarter finns listade i Catalogue of Life.